# Tumanskij M-88
Il Tumanskij M-88, citato semplicemente anche come M-88 e nella bibliografia di settore in lingua inglese Tumansky M-88, fu un motore aeronautico radiale 14 cilindri a doppia stella raffreddato ad aria sviluppato  in Unione Sovietica al TsIAM (o CIAM), l'istituto centrale per i motori aeronautici, dall'ingegnere Sergej Konstantinovič Tumanskij nei tardi anni trenta.
Evoluzione del precedente M-87, equipaggiò alcuni modelli, principalmente di bombardieri bimotori e prototipi, di produzione sovietica in servizio durante il periodo prebellico e nella seconda guerra mondiale.

## Versioni
tra parentesi la sigla in caratteri cirillici
M-88b/r (М-88б/р)
versione a presa diretta, indicata anche M-88BR (М-88БР), non avviata alla produzione in serie.
M-88
versione indicata anche come M-88R (М-88Р) dotata di riduttore epicicloidale avviata alla produzione in serie dall'autunno 1939: peso a vuoto 684 kg.
M-88NV (М-88НВ)
variante dotata di impianto di iniezione del combustibile a bassa pressione, realizzato in soli cinque esemplari.
M-88A
versione dotata di riduttore avviata alla produzione in serie.
M-88B (М-88Б)
versione migliorata, ulteriore e sostanziale sviluppo, introdotta nella seconda metà del 1940.
M-88B-NV (М-88Б-НВ)
prototipo, M-88B equipaggiato con dispositivo di alimentazione a iniezione diretta, testato nell'aprile 1944.
M-88TK
prototipo, M-88B equipaggiato con turbocompressore TK-3, esemplari installati per prove in volo dell'Ilyushin Il-4TK nel marzo 1943.
M-88B (+ ТК-М)
prototipo, M-88B equipaggiato con turbocompressore TK-M, esemplari installati per prove in volo dell'Ilyushin Il-4TK dall'agosto 1943.
М-88V (М-88В)
variante da alta quota dell'M-88B
M-88F (М-88Ф)
ulteriore sviluppo, potenza fino a 1 250 CV, prodotto in piccola serie nel 1943.
M-88F-NV (М-88Ф-НВ)
prototipo, M-88F equipaggiato con dispositivo di alimentazione a iniezione diretta, testato nel gennaio 1944.

## Apparecchi utilizzatori
(lista parziale)
 Unione Sovietica
- Yatsenko I-28
- Ilyushin DB-3F
- Ilyushin Il-4
- Kharkov KhAI-5 (Neman R-10)
- Mikoyan-Gurevich I-220
- Nikitin-Shevchenko IS-2
- Polikarpov I-16 SPB
- Polikarpov I-180
- Polikarpov I-190
- Sukhoi Su-2
- Tairov Ta-1
- Tairov Ta-3